# Хуссейн, Уорис
Уорис Хуссейн (англ. Waris Hussein; род. 9 декабря 1938, Лакхнау, Британская Индия) — британский и индийский кинорежиссёр.

## Биография
Родился 9 декабря 1938 года в Лакхнау, Британская Индия. Его раннее детство прошло в Мумбаи, а в 1946 году семья переехала в Великобританию. После получения Индией независимости его отец вернулся на родину, а мать предпочла остаться в Англии, где работала писательницей и телеведущей.
Хуссейн получил образование в Клифтонском колледже, а затем изучал английскую литературу в Куинз-колледже, где и поставил свои первые пьесы в роли режиссёра.

## Карьера
После окончания университета в 1960 году, Хуссейн обучался режиссуре на BBC. В 1964 году он начал работать в сериале «Доктор Кто», сняв большую часть его четвёртой части «Марко Поло». После ухода из сериала он стал режиссёром многих других постановок и сериалов.
Художественный фильм Хуссейна «Прикосновение любви» (1969) с Иэном Маккелленом в актёрском составе был представлен на 19-м Берлинском международном кинофестивале.
В 1980-х и 1990-х годах Хуссейн работал в США, выступив в роли режиссёра нескольких фильмов. В 1997 году он работал над фильмом «Шестой счастливчик», сценарий к которому написал Фирдаус Канга, автор романа «Попытки роста».
В документальной драме BBC «Приключение в пространстве и времени» (2013) о создании «Доктора Кто» роль Хуссейна сыграл Саша Дхаван.

## Личная жизнь
Хуссейн открыто заявлял о своей гомосексуальности. В 1980-х годах он потерял своего партнёра из-за СПИДа.

## Режиссёрские работы
- «Прикосновение любви[англ.]» (1969)
- «У Куоксера Форчуна есть кузен в Бронксе[англ.]» (1970)
- «Мелоди[англ.]» (1971)
- «Одержимость Джоэла Делейни[англ.]» (1972)
- «Генрих VIII и его шесть жён[англ.]» (1972)
- «Его развод — её развод[англ.]» (1973)
- «Триумфальная арка[англ.]» (1984)
- «Шестой счастливчик[англ.]» (1997)